# Необычайные приключения мистера Веста в стране большевиков
«Необычайные приключения мистера Веста в стране большевиков» (вариант названия — «Чем это кончится?») — эксцентрическая комедия режиссёра Льва Кулешова, снятая по оригинальному сценарию Николая Асеева в 1924 году. Начало съёмок фильма - 15 декабря 1923 г., окончание - 7 апреля 1924 г.

## Сюжет
Начало 1920-х годов. Председатель Американского общества молодых христиан Джон Вест приезжает в Советскую Россию из Брексвилла, штат Огайо, США (пригород Кливленда). Друзья, читавшие в журналах об «ужасах большевизма», отговаривали его от этого неразумного шага. Испуганная супруга примирилась с отъездом только после твёрдого заверения, что мистера Веста будет сопровождать неустрашимый и преданный слуга Джедди.
По приезде в Москву мистер Вест неожиданно быстро вынужден расстаться с украденным беспризорниками портфелем и со своим заботливым спутником, заблудившимся в незнакомом городе.
Наивный и доверчивый американец становится объектом вымогательства шайки авантюриста Жбана. Переодев своих сообщников по образу «страшного большевика» из иллюстрированного журнала, найденного в украденном беспризорниками портфеле, он инсценировал арест мистера Веста и последующий побег с «помощью» новых знакомых.
Во время получения выкупа злоумышленники были арестованы милицией, поднятой на ноги после обращения с просьбой о помощи от нашедшегося Джедди.
В финале картины милицейский чин показывает незадачливому Весту обновлённую большевиками Москву, и тот уезжает домой с чувством симпатии к Стране Советов.

## Характеристика
«Фильм становится гордостью кулешовцев. Он высмеивает представления капиталистов о советской стране. Судьба молодой Страны Советов, которая только что вышла из эпохи военного коммунизма и ещё не попала на благодатную пору нэпа, передана в стиле американской „немой комической“. (…) Тут есть и интрига, и комические сцены, ловко исполненные гэги, прыжки, азартные погони, перестрелки, аферы мошенников, сцены соблазнений и буйных вечеринок. Ирония Кулешова не всегда однозначна. Вот перед нами воришка: герой Леонида Оболенского изображает бывшего аристократа, которого отвергла новая власть. Он с горечью показывает Весту, что на месте церкви вырос клуб, а бывшие миллионеры превратились в бомжей. Если вспомнить благородное происхождение самого Оболенского, аллегория не покажется смешной (…) Шумный успех окрыляет коллектив. Фильм принят зрителем, Хохлова, Барнет, Подобед, Оболенский, Фогель переживают свой звёздный час. Похоже, их полюбили».

## В ролях
- Порфирий Подобед — мистер Джон С. Вест
- Александра Хохлова — «графиня фон Сакс»
- Борис Барнет — ковбой Джедди
- Пётр Галаджев — авантюрист
- Андрей Горчилин — милиционер
- Сергей Комаров — одноглазый
- Леонид Оболенский — франт
- Всеволод Пудовкин — Жбан, авантюрист, в прошлом эстет
- П. Харлампиев — Сенька Свищ, беспризорная шпана
- Сергей Слетов — переодетый «большевиком»
- Виктор Латышевский — переодетый «большевиком»
- Вера и Валентина Лопатина — Элли, американка
- Владимир Фогель — драчливый юноша
- Вера Маринич — жена мистера Веста (нет в титрах)

## Съёмочная группа
- Автор сценария: Николай Асеев
- Режиссёр: Лев Кулешов
- Оператор: Александр Левицкий
- Художник: Всеволод Пудовкин

## Влияние и отсылки
Фрагмент фильма — сцены подглядывания за Вестом и «графиней», драки сообщников в коридоре и прилет горшка в голову Жбана, — использован в «Собачьем сердце» (1988) — комедия, которую машинистка Васнецова и доктор Борменталь смотрят в кинотеатре.